# Feather River Route
La Feather River Route est une ligne de chemin de fer construite et exploitée par la compagnie Western Pacific Railroad jusqu'en 1982, puis par l'Union Pacific. Elle a été construite entre 1906 et 1909 et relie les villes d'Oakland, en Californie, et Salt Lake City, dans l'Utah en longeant la Feather River.
Sur la ligne se trouve la jonction triangulaire de Keddie Wye (en). Cette jonction passe par-dessus Spanish Creek et permet de relier la Feather River Route avec un embranchement ferroviaire (la "Inside Gateway") allant vers le nord vers Bieber.